# Dendromus
Dendromus is een geslacht van zoogdieren uit de familie Nesomyidae. De wetenschappelijke naam van het geslacht werd in 1829 gepubliceerd door Andrew Smith.

## Soorten
Er worden 16 soorten in dit geslacht geplaatst:
- Dendromus abyssinicus Osgood, 1936[2]
- Dendromus insignis (O. Thomas, 1903) - Aalstreepboommuis
- Dendromus kahuziensis Dieterlen, 1969
- Dendromus kumasi L. von Bohmann, 1939
- Dendromus lachaisei Denys & Aniskine, 2012
- Dendromus leucostomus Monard, 1933
- Dendromus lovati (de Winton, 1900)
- Dendromus mesomelas (Brants, 1827) - Brants boommuis
- Dendromus messorius (O. Thomas, 1903)
- Dendromus mystacalis (Heuglin, 1863)
- Dendromus nyasae O. Thomas, 1916
- Dendromus oreas Osgood, 1936
- Dendromus pseudomystacalis Kerbis Peterhans et al., 2024[2]
- Dendromus rogersi Kerbis Peterhans & Voelker, 2024[2]
- Dendromus ruppi Dieterlen, 2009
- Dendromus vernayi Hill & Carter, 1937 - Afrikaanse boommuis